# 黎玄宗
黎玄宗（れいげんそう、レ・フエントン、ベトナム語：Lê Huyền Tông / 黎玄宗）は、後黎朝大越中興期の第21代皇帝。名は黎 維䄔（レ・ズイ・ヴー、ベトナム語：Lê Duy Vũ / 黎維䄔）、または黎 維禧（レ・ズイ・ヒ、ベトナム語：Lê Duy Hi / 黎維禧）とも。

## 生涯
神宗の次男。万慶元年9月22日（1662年11月2日）に父帝が崩じると9歳で即位した。玄宗の治世は西定王鄭柞が国政の全権を握り、玄宗は飾り物の皇帝であった。キリスト教を禁じ、景治2年（1664年）5月に燕郡公范公著に命じて新たな度量衡を制定させた。景治5年（1667年）には宜国公鄭根らを派兵して高平の莫敬宇を討伐させ、莫敬宇を清の雲南鎮安州に追いやった。
景治9年10月15日（1671年11月16日）に崩御。弟の黎維禬が即位した（嘉宗）。